# Arctogadus glacialis
Arctogadus glacialis Peters, 1872) è un pesce osseo marino della famiglia Gadidae. Si tratta dell'unica specie del genere Arctogadus.

## Distribuzione e habitat
L'areale copre il mar Glaciale Artico (soprattutto occidentale) e la parte occidentale dell'Oceano Atlantico settentrionale. È presente anche lungo le coste groenlandesi settentrionali.
La sua presenza è di solito associata al ghiaccio marino. Sta di solito lontano dalle coste, spesso sul bordo della piattaforma continentale, a profondità comprese tra 0 e 1000 metri. Ha abitudini pelagiche.

## Descrizione
A. glacialis ha corpo abbastanza slanciato, con testa grande. La bocca è piuttosto ampia, l'occhio grande. La mascelle sono quasi della stessa lunghezza, con la mandibola leggermente più sporgente. La bocca è armata di denti robusti. Il barbiglio sul mento tipico di molti Gadiformes è molto piccolo o manca del tutto. Tre pinne dorsali e due pinne anali, tutte separate da uno spazio. La pinna caudale è arrotondata ma con una intaccatura centrale. La linea laterale non è continua ma interrotta fraquentamente, a "tratteggio". I canali sensoriali della linea laterale non si estendono sulla testa.
Il colore del dorso è brunastro, che diviene argenteo nella parte ventrale. Le pinne impari sono scure.
La taglia massima nota è di 32,5 cm.

## Biologia
Poco nota.

### Alimentazione
Basata su crostacei e altri pesci (soprattutto Boreogadus saida).

### Riproduzione
Le femmine raggiungono la maturità sessuale a 3 o 4 anni di vita.

## Pesca
La specie ha scarso valore commerciale. Viene pescata con reti a strascico tra 230 e 930 metri di profondità. Non ha importanza per il consumo umano, ma viene impiegata nell'industria per la produzione di farina di pesce e olio di pesce.